# بريرة
بريرة إحدى بلديات ولاية الشلف التابع لـ دائرة بني حواء.